# 国民民主運動
国民民主運動（こくみんみんしゅうんどう、英語:The National Democratic Movement、略称NDM）はアール・ドリッサー率いるジャマイカの小規模な保守政党。新ジャマイカ連合の一員として2002年10月16日の選挙を戦ったが、議席を得るには至らなかった。

## 概要
ジャマイカ労働党で議長を務めていたブルース・ゴールディングが1995年に設立。1997年に発表した党のマニフェストの中で、労働党離党の経緯と新党結成の理由を説明。それによると、1962年にイギリスから独立を果たした後、ジャマイカ人は経済の停滞と人口の急増に苦しめられており、公正で持続可能な社会を創るためには構造改革が必要と確信したという。
こうして臨んだ1997年の総選挙では、人民国家党と労働党の2大政党が圧倒的多数の議席をさらったが、国民民主運動は全少数政党の中でも最大の得票率を獲得。現在では両党の間で埋没の危機があるものの、一定程度の影響力を有している。